# Homo naledi
Homo naledi é uma espécie extinta da tribo Hominini, uma nova espécie de hominídeo, anunciada em 2015, que tem características do pré-humano Australopithecus e poderia ser a espécie mais antiga do gênero Homo. A espécie é caracterizada por ter estatura e massa corporal semelhantes a populações humanas de pequena estatura mas com um pequeno volume endocranial semelhante aos australopithecus.
Estimou-se inicialmente sua origem em cerca de 2 milhões de anos por conta da morfologia, mas análises dos restos recém-concluídas em 2017 indicam que os exemplares estudados teriam vivido há entre 236 mil e 335 mil anos, época que coincide com a que se acredita que o Homo sapiens evoluiu na África subsaariana.
O Homo naledi difere dos demais espécimes do gênero Homo do Pleistoceno Médio e Tardio (o que inclui Homo antecessor, Homo heidelbergensis, Homo rhodesiensis, além de Homo sapiens e Neandertais arcaicos) pela sua menor capacidade cranial e pela ausência de toro supra orbital arqueada e espessa verticalmente. Ademais, o H. naledi apresenta mandíbula mais grácil em comparação com os demais representantes do gênero Homo. Ele também apresenta fossa canina bem definida, similar ao H. antecessor.

## Descoberta
Os fósseis foram descobertos, em 2013 por Lee Berger e colaboradores, dentro do sistema de câmaras Dinaledi no Sistema de Cavernas Estrela Ascendente, sítio considerado Patrimônio Mundial a 50 km de Joanesburgo, na África do Sul. O anúncio se deu em setembro de 2015 pela equipe responsável pela investigação. As cavernas da Estrela Ascendente já haviam sido mapeadas na época da descoberta dos fósseis. No entanto, foi apenas em 2013, durante explorações dos cavernistas amadores Steven Tucker e Rick Hunter, que a câmara de Dinaledi foi descoberta, a 30 metros de profundidade. Os primeiros fósseis se encontravam a 90 metros da entrada.
Restos de 1 550 ossos pertencentes a 15 indivíduos (sendo 1 413 espécimens de ossos e 137 de dentes) foram encontrados durante as investigações iniciais. Os ossos encontrados incluem crânios, mandíbulas, costelas, dentes, ossos de um pé quase completo, uma mão e ossos internos da orelha; há ossos de idosos adultos e crianças, estas identificadas por pequenos ossos vertebrais. Alguns dos ossos têm a aparência dos ossos do humano moderno e outros parecem ser mais antigos que os do australopithecus, um antigo ancestral do homem. O polegar, o pulso e os ossos da palma da mão são como os atuais mas os dedos da mão são curvados, como os do australopithecus e usados para escalada. O holótipo, um indivíduo do sexo masculino, encontra-se na Universidade de Witwatersrand, Johannesburg, África do Sul.

### Discussões
Seus descobridores, cientistas patrocinados pela National Geographic, anunciaram a descoberta dos ossos como a de uma espécie nova de humanos antigos mas, de acordo com diversos especialistas, novas evidências precisam ser mostradas para que a afirmação possa ser cientificamente justificada; um deles, Christoph Zollikofer, antropólogo da Universidade de Zurique, declarou que muitas das características dos ossos encontrados são vistas em animais mais primitivos e por definição não poderiam ser usadas para definir uma nova espécie; por sua vez, Tim White, paleontólogo da Universidade da Califórnia em Berkeley, declarou que o que foi apresentado até agora pelos descobridores pertence a um tipo primitivo homo erectus, espécie catalogada e nomeada no século XIX.
Também foi postulado de forma controversa que esses indivíduos receberam ritos funerários e foram carregados e colocados na câmara. O fato de os ossos terem sido descobertos juntos aponta para algum comportamento ritual da espécie, o que seria notável, já que se acredita que este tipo de comportamento tivesse surgido apenas muito tempo depois entre os Homo sapiens e Homo neanderthalensis.

### Nome
O nome da espécie é uma referência à caverna de Dinaledi, onde foram encontrados, no sistema de caverna Rising Star, na África do Sul. O termo "naledi" significa "estrela" em Sotho (também chamada de Sesotho), que é uma das línguas faladas na África do Sul.

## Coexistência com outros hominídeos
Um estudo publicado pela Universidade de Washington descobriu os restos de Homo naledi em cavernas na África do Sul. Os restos mortais encontrados têm aproximadamente entre 236 000 e 335 000 anos, indicando que em um determinado período, o Homo naledi pode ter de fato coexistido com Homo sapiens.

## Habitat e Ecologia
Por enquanto, os fósseis de Homo naledi foram encontrados apenas na África, mais ao sul do continente, sugerindo que esse era o ambiente que eles habitavam. Porém, uma análise dos dentes de Homo nadeli revelou que não eram muito diferentes de outros hominídeos que habitaram a região, mas eram mais resistentes ao desgaste, provavelmente por partículas ingeridas junto com a comida, indicando que o Homo naledi pode ter ocupado nichos diferentes de outros hominídeos.

## Comunicação e Linguagem
É inconclusivo se o Homo naledi era capaz de fala, mas os ossos podem prover inferências. Como explicado por Rowan Hooper no NewScientist: O formato do crânio em um dos espécimes tem similaridades com o cérebro de Homo sapiens em regiões associadas com a fala. Um dos ancestrais de Homo sapiens, o australopitecíneo, possuia o osso hioide, um osso localizado abaixo da mandíbula, que é vestigial em Homo sapiens. Esse osso pode conter pistas sobre as vocalizações que Homo naledi era capaz. Além disso, os ossos internos também podem prover pistas. Eles são diferentes entre humanos e outros primatas, e podem indicar como o Homo naledi processava sons. Através das análises desses ossos pode ser possível comparar os dados com os de outras hominídeos e humanos e fazer inferências sobre a produção e percepção de vocalizações em Homo naledi.

## Leti
O primeiro crânio parcial e dentes de um Homo naledi criança encontrado na Caverna Rising Star no Berço da Humanidade. A criança morreu há quase 250 000 anos, quando tinha cerca de quatro a seis anos de idade. Foi encontrada em uma passagem remota da caverna, a cerca de 12m além da Câmara Dinaledi, o local original de descoberta dos primeiros restos de H. naledi.
Os 28 fragmentos de crânio e seis dentes da criança foram recuperados durante um trabalho adicional nos espaços apertados da caverna em 2017. O crânio da criança foi encontrado sozinho e nenhum restos de seu corpo foram recuperados. A equipe nomeou a criança de "Leti" após a palavra Setswana "letimela", que significa "o perdido".
Quando reconstruído, o crânio mostra as órbitas frontais e o topo do crânio com alguns dentes. Não havia partes replicantes enquanto montado o crânio e muitos dos fragmentos se encaixavam, indicando que todos vieram de uma única criança.
O tamanho do cérebro de Leti é estimado em cerca de 480 cm³ a 610 cm³, o que teria sido cerca de 90 a 95 por cento de sua capacidade cerebral adulta
Ainda não foi estabelecido há quanto tempo os restos de Leti têm. No entanto, uma vez que outros fósseis encontrados na Câmara Dinaledi próxima datam de entre 335 000 e 241 000 anos atrás, assim é provável que Leti seja de um período similar, com base na preservação e proximidade.

## Morfologia
As características físicas de H. naledi apresentam semelhanças ao gênero Australopithecus, e ainda traços mais característicos do gênero Homo, bem como características não conhecidas em outras espécies hominíneas. H. naledi media cerca de 150 centímetros de altura, sua estatura é próxima dos pequenos seres humanos modernos. Os machos adultos mediam cerca de 150 centímetros de altura e pesavam em média 45 quilos, enquanto as fêmeas eram um pouco menores e pesavam um pouco menos. Uma análise do esqueleto de H. naledi sugere que ele ficava em pé e era totalmente bípede. A sua mecânica de quadris é similar aos australopitecos, mas seus pés e tornozelos são mais semelhantes aos do gênero Homo.
| Espécie                            | Período de existência (Ma)   | Onde viveu                                    | Altura (adulto) | Massa (adulto) | Capacidade encefálica (cm³)     | Registro fóssil   | Descoberta / publicação do nome |
| ---------------------------------- | ---------------------------- | --------------------------------------------- | --------------- | -------------- | ------------------------------- | ----------------- | ------------------------------- |
| Hominídeo de Denisova              | 0.04                         | Krai de Altai (Rússia)                        |                 |                |                                 | 1 sitio           | 2010                            |
| H. antecessor                      | 0.85 – 0.75                  | Espanha                                       | 1,75 m          | 90 kg          | 1.000                           | 2 sitios          | 1997                            |
| H. cepranensis                     | 0.8 – 0.35                   | Itália                                        |                 |                | 1.000                           | 1 calota craniana | 1994/2003                       |
| H. erectus                         | 1.8 – 0.03                   | África, Eurásia (Java, China, Índia, Cáucaso) | 1.8 m           | 60 kg          | 850 (primeiro) – 1.100 (último) | Muitos            | 1891/1892                       |
| H. ergaster                        | 1.8 – 1.3                    | África Oriental e Austral                     | 1,9 m           |                | 700–850                         | Muitos            | 1975                            |
| H. floresiensis                    | 0.095 – 0.012                | Indonésia                                     | 1,0 m           | 25 kg          | 400                             | 7 indivíduos      | 2003/2004                       |
| H. gautengensis                    | 1.9 – 0.6                    | África do Sul                                 | 1,0 m           |                |                                 | 1 indivíduo       | 2010/2010                       |
| H. georgicus                       | 1.8                          | Geórgia                                       |                 |                | 600                             | 4 indivíduos      | 1999/2002                       |
| H. habilis                         | 2.1 – 1.5                    | África                                        | 1,0 – 1,5 m     | 33 – 55 kg     | 510–660                         | Muitos            | 1960/1964                       |
| H. heidelbergensis                 | 0.6 – 0.2                    | Europa, África, China                         | 1,8 m           | 90 kg          | 1.100–1.400                     | Muitos            | 1908                            |
| H. neanderthalensis                | 0.23 – 0.028                 | Europa, Sudoeste Asiático                     | 1,6 m           | 55 – 70 kg     | 1.200–1.900                     | Muitos            | (1829)/1864                     |
| H. naledi                          | 0.2 - 0.3 (2017 estimativas) | África do Sul                                 | 1,5 m           | 45 kg          | 560                             | 1 sitio           | (2013)/2015                     |
| H. rhodesiensis                    | 0.3 – 0.125                  | Zâmbia                                        |                 |                | 1.300                           | Muito poucos      | 1921                            |
| H. rudolfensis                     | 2.5 - 1.8                    | Quênia                                        |                 |                |                                 | 1 crânio          | 1972/1986                       |
| Homem da caverna do Veado Vermelho | 0.0145 - 0.0115              | China                                         |                 |                |                                 | Muito poucos      | 1979/2012                       |
| H. sapiens idaltu                  | 0.16 – 0.15                  | Etiópia                                       |                 |                | 1.450                           | 3 crânios         | 1997/2003                       |
| H. sapiens (humanos)               | 0.195 – presente             | Mundo                                         | 1,5 – 1,8 m     | 50 – 80 kg     | 1.000–1.850                     | Ainda vivo        | —/1758                          |

### Pé
Para caracterizar os pés do Homo naledi, foram utilizados 107 elementos pedais, incluindo um pé adulto praticamente completo. No que tange à função e anatomia, o pé do Homo naledi se aparenta predominantemente com o de humanos modernos. Ele apresentava hálux aduzido, tarso alongado e articulações do tornozelo e calcaneocuboide mais derivadas, características que apontam para um bipedalismo bem desenvolvido. No entanto, suas falanges pedais proximais mais curvados e seu arco medial longitudinal reduzido demonstram que ele também apresenta características únicas, que apontam para a diversidade no aparelho locomotor no gênero Homo.

### Mão
150 elementos ósseos da mão atribuídos ao H. naledi foram encontrados, representando pelo menos seis indivíduos adultos e dois indivíduos imaturos. 23 desses 150 ossos foram recuperados de uma mão parcialmente articulada, com a palma para cima e dedos flexionados, sendo essa mão pequena com o tamanho similar ao de uma fêmea de Australopithecus sediba. Essa mão apresenta um polegar longo e robusto e uma morfologia do pulso derivada, que é compartilhada com os Neandertais e humanos modernos, considerada adaptativa para manipulação manual intensificada. No entanto, os ossos dos dedos são mais longos e curvos do que na maioria dos  Australopithecus, indicando uso frequente da mão para agarrar durante a escalada e durante a suspensão. Esses dedos especialmente curvos em combinação com um pulso e palma semelhantes aos humanos indicam um grau significativo de escalada, apesar da natureza derivada de muitos aspectos da mão e de outras regiões do esqueleto.

### Crânio
Na Câmara Dinaledi foram encontrados vários crânios e mandíbulas atribuídos à espécie Homo naledi em diferentes estados de completude. Os indivíduos da amostra variavam em idade desde recém-nascido até adulto, e a maioria das áreas do crânio estavam representadas, com exceção da região médio-facial e a do basicrânio. Foi observado que o volume craniano estimado dos H. naledi variam de 465 cm³ a 560 cm³, uma faixa semelhante à de Australopithecus e Paranthropus. No entanto, esse volume também se sobrepõe a espécimes de H. habilis, H. erectus e Homo floresiensis. De acordo com um artigo de 2017, as análises destacam a homogeneidade morfológica das amostras, sendo que todos os hominíneos e fragmentos de Dinaledi mostraram um padrão consistente de morfologia. Dentro dos fragmentos cranianos de H. naledi, foram observadas diferenças relacionadas ao tamanho, como a protuberância occipital externa marcada nos espécimes com maiores volumes cranianos, provavelmente refletindo dimorfismo sexual. Por outro lado, a morfologia das características cranianas e mandibulares não varia em relação ao tamanho.

## Cultura

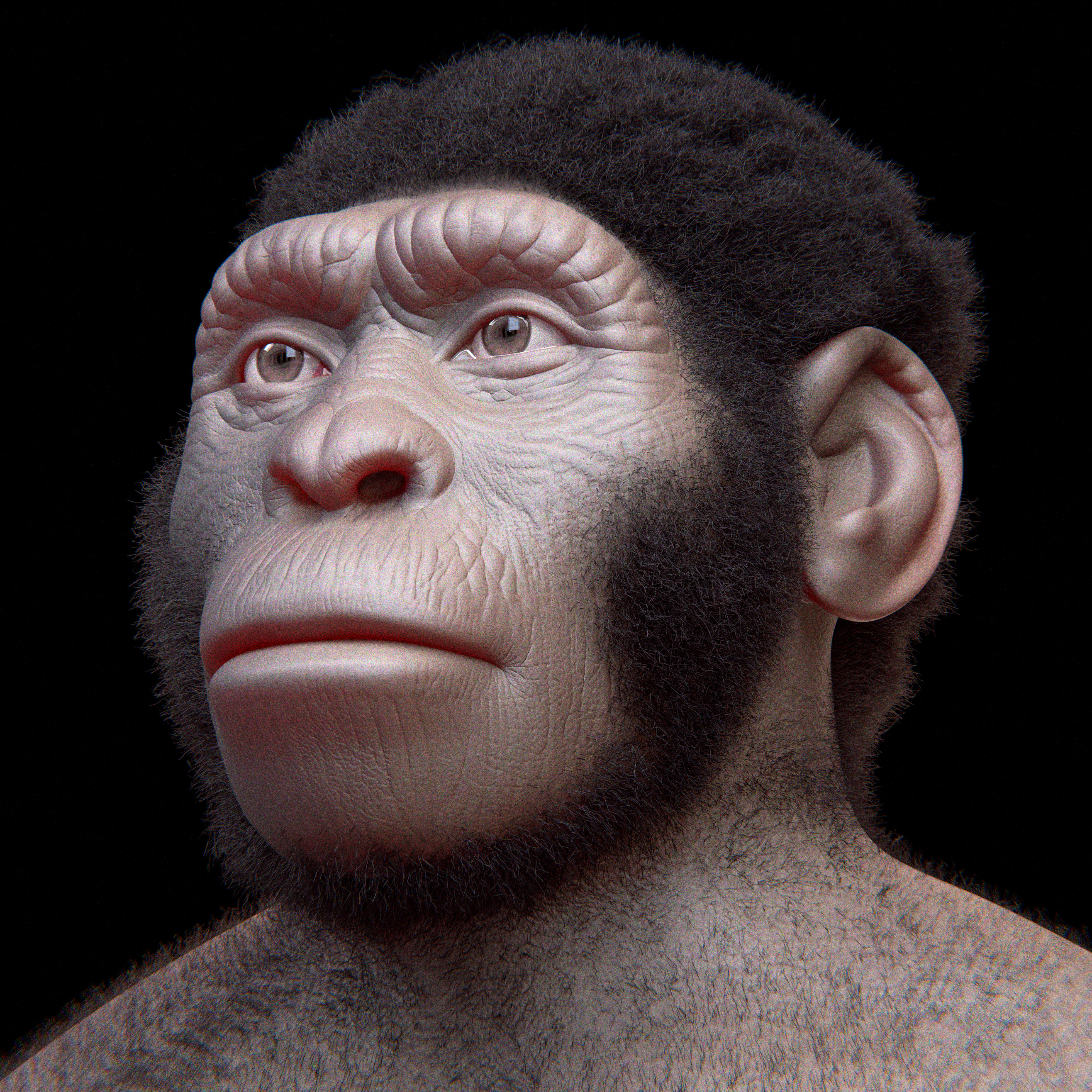
Uma reconstrução facial do Homo naledi

### Comida
Lascas e desgaste dentário indicam o consumo habitual de pequenos objetos duros, como sujeira e poeira, e o desgaste em forma de xícara nos dentes posteriores pode ter origem em partículas arenosas. Estes podem ter se originado de raízes e tubérculos não lavados. Alternativamente, a aridez poderia ter espalhado partículas nos alimentos, cobrindo os alimentos com poeira. É possível que comessem habitualmente produtos duros maiores, como sementes e nozes, mas estes eram processados em pedaços menores antes do consumo.
H. naledi ocupou um nicho aparentemente único dos anteriores hominídeos sul-africanos, incluindo Australopithecus e Paranthropus. Os dentes de todas as três espécies indicam que eles precisavam exercer alta força de cisalhamento para mastigar, talvez, fibras vegetais ou musculares. Os dentes de outros Homo não conseguem produzir forças tão elevadas, talvez devido ao uso de algumas técnicas de processamento de alimentos, como cozinhar.

### Tecnologia
H. naledi poderia ter produzido indústrias da Idade da Pedra Inicial (Acheuleana e possivelmente a antiga Oldowan) ou da Idade da Pedra Média porque elas têm as mesmas adaptações manuais que outras espécies humanas que estão implicadas na produção de ferramentas. H. naledi é a única espécie humana identificada que existiu durante o início da Idade da Pedra Média na região de Highveld, África do Sul, possivelmente indicando que esta espécie fabricou e manteve esta tradição pelo menos durante este período de tempo. Nesse cenário, tais indústrias e técnicas de corte de pedra teriam evoluído de forma independente diversas vezes entre diferentes espécies e populações de Homo, ou seriam transportadas por longas distâncias pelos inventores ou aprendizes e ensinadas.

### Funerais

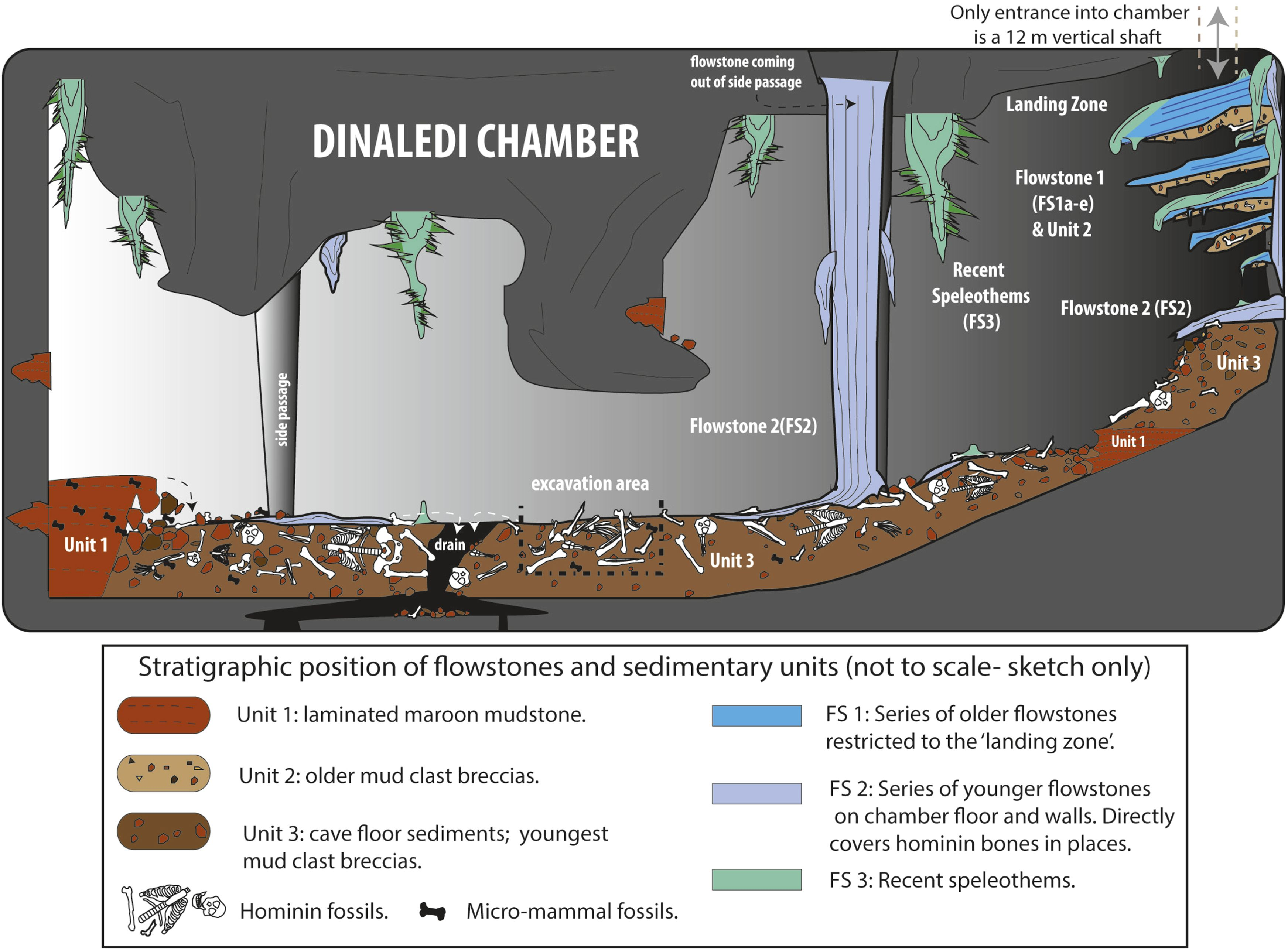
Uma ilustração do sistema de câmaras Dinaledi no Sistema de Cavernas Estrela Ascendente

Em 2015, o arqueólogo Paul Dirks, Berger e colegas concluíram que os corpos deviam ter sido deliberadamente carregados e colocados na câmara por pessoas porque pareciam estar intactos quando foram depositados pela primeira vez na câmara. Não há evidências de trauma por ter caído na câmara nem de predação, e há uma preservação excepcional. A câmara é inacessível a grandes predadores, parece ser um sistema isolado e nunca foi inundada. Ou seja, as forças naturais não estavam em jogo.
Não há nenhuma passagem escondida pela qual as pessoas possam ter caído acidentalmente, e não há evidência de alguma catástrofe que tenha matado todos os indivíduos dentro da câmara. Eles disseram que também é possível que os corpos tenham caído por uma rampa e caído lentamente devido à irregularidade e estreiteza do caminho, ou a uma almofada de lama macia para pousar. Em ambos os cenários, os agentes funerários precisariam de luz artificial para navegar pela caverna. O local foi usado repetidamente para sepultamentos, pois os corpos não foram depositados todos ao mesmo tempo.
Em 2016, a paleoantropóloga Aurore Val respondeu que tal preservação pode ter sido devida à mumificação, em vez de um enterro cuidadoso, e a ausência de cabeças de ossos longos lembra a predação. Ela acredita que não se justifica desconsiderar as forças naturais, como as inundações, para o depósito dos corpos. Ela identificou evidências de danos causados por besouros, larvas de besouros e caracóis, que facilitam a decomposição. A câmara não apresenta condições ideais para caracóis, nem contém conchas de caramujos, o que indicaria decomposição iniciada antes da deposição na câmara.
Em 2017, Dirks, Berger e colegas reafirmaram que não há evidências de fluxo de água para dentro da caverna e que é mais provável que estes H. naledi tenham sido deliberadamente depositados na câmara. Eles disseram que é possível que tenham sido depositados por Homo contemporâneos, como os ancestrais dos humanos modernos, em vez de outros H. naledi, mas que o comportamento cultural das práticas funerárias não é impossível para o H. naledi. Eles propuseram que a colocação na câmara pode ter sido feita para remover corpos em decomposição de um assentamento, prevenir necrófagos ou como consequência de laços sociais e luto.
Em 2018, o antropólogo Charles Egeland e colegas ecoaram os sentimentos de Val e afirmaram que não há provas suficientes para concluir que a espécie humana desenvolveu um conceito de vida após a morte tão cedo. Eles disseram que a preservação dos indivíduos Dinaledi é semelhante à das carcaças de babuínos que se acumulam nas cavernas, seja pela morte natural dos babuínos que vivem nas cavernas ou por um leopardo arrastando as carcaças.
Em 2021, após a análise dos fragmentos ósseos de um indivíduo imaturo, Juliet Brophy e Berger afirmaram mais uma vez que os restos mortais de H. naledi foram enterrados propositalmente por algumas espécies humanas. Isso tornaria o Homo naledi a evidência mais antiga de sepultamento por hominídeos. Estas conclusões são contestadas.
Em 2023, Lee Berger e colegas novamente publicaram um artigo reafirmando evidências de sepultamento deliberado dos mortos pelo H. naledi. Através de novas escavações realizadas Sistema de Cavernas Estrela Ascendente, forneceram evidências de pelo menos três características de sepultamento, duas na Câmara Dinaledi e uma terceira na cavidade da Antecâmara da Colina. Entretanto, no mesmo ano, um trabalho publicado contestava essas evidências, dizendo que "Os investigadores não empregaram a ampla gama de métodos científicos (por exemplo, cronologia, tafonomia, sedimentologia, micromorfologia, geoquímica) projetados para responder às perguntas formuladas, nem aplicaram os princípios básicos da arqueotanatologia para identificar um sepultamento deliberado.", além disso, é citado no trabalho que não é possível reconhecer gestos estereotipados ou 'ritualizados' que caracterizariam algum tipo de comportamento funerário complexo nos H. naledi.

### Arte rupestre
Dois trabalhos publicados no mesmo ano debateram a questão se H. naledi produziu arte rupestre ou não. Lee Burger e autores defendem que há indícios claros que H. naledi exerceram a arte rupestre, enquanto Maria Martión-Torres e autores, afirmam que o trabalho realizado por Lee Burger e pesquisadores apresenta "incertezas significativas", e que não há evidências suficientes para confirmar essa hipótese.
De qualquer forma, em um local intermediário entre a Antecâmara da Colina à Câmera Dinaledi foram encontrados supostas gravuras de arte rupestre. A hipótese proposta por Lee Berger e autores se baseia de que as superfícies onde estão as gravuras passaram por um preparo em que houve um manuseio com golpes e utilização de sedimentos, embora não há de fato evidências que sustentem essa hipótese segundo Maria Martión-Torres e autores. Além disso, foi encontrado que algumas gravuras tinham sido cobertas com lama ou areia da cavidade, e que isso teria sido provavelmente feito por H. naledi. Entretanto, em cavernas que apresentam origem em processos de dissolução do leito rochoso, é comum observar areia dolomítica, o que explicaria essa cobertura.
Os autores apresentam uma datação (335-241 ka) e justificam a falta de informações a respeito é devido a falta de formação de calcita, entretanto, nenhum dado é mostrado. Com relação as incisões gravadas, afirma-se que linhas dadas como artificiais, ou seja, que teriam sido feitas propositalmente, apresentam limitações na profundidade e tamanho, devido a própria natureza da dolomita. Porém, essas linhas podem resultar de processos de erosão naturais hachuradas, e são encontradas na Rising Star Cave e também no local onde estavam os fósseis de hominídeos do Pilo-Pleistoceno. Os pesquisadores citam a possibilidade de um conjunto de quatro linhas subparalelas verticalizadas sejam fruto do trabalho de H. naledi, mas elas apresentam semelhanças com garras de animais que vivem nesse ambiente.
Por fim, com relação ao acesso ao sistema de cavernas e as gravuras encontradas neste local, existem indícios que espeleólogos estiveram na Câmera Dinaledi, o que sugere que não é possível afirmar que argumento de que apenas H. naledi poderia passar pela caverna, devido ao difícil acesso, seja, de fato, válido.

## Polêmicas

### Persona non grata
Em função de suas ideias e hipóteses heterodoxas, além de certo excesso em sua ambição carreirista, Lee Berger foi considerado persona non grata por parte da comunidade científica. Além disso, Berger vai na contramão do mainstream científico ao enfatizar que as raízes da humanidade se deram na África do Sul, e não no leste africano.

### Polêmica Racial
A descoberta dos fósseis foi, na época, alvo de críticas por personalidades importantes sul-africanas, que temiam que os fósseis suscitassem o racismo no país, ainda marcado pelos anos de Apartheid. Entre eles, Zwelinzima Vavi, secretário-geral do sindicato Cosatu (aliado do Congresso Nacional Africano), que afirmou que "Ninguém vai desenterrar ossos de macacos velhos para alimentar a teoria de que venho do babuíno". O deputado do grupo parlamentar do ANC, Mathole Motshekgaalegou, alegou que a descoberta "sustenta que somos infra-homens e por isso nós africanos não somos respeitados no mundo, convém ao que era dito durante o apartheid, quando nos negaram a condição de seres humanos para justificar a escravidão, o colonialismo e a opressão". Também se juntaram às críticas o Conselho de Igrejas da África do Sul. O líder da organização, Ziphozihle Siwa, afirmou que "É um insulto dizer que viemos dos babuínos. Muitos ocidentais pensam que os negros são babuínos". Lee Berger combateu as críticas, ressaltando que "a ciência não leva em conta religiões, nem põe em xeque as crenças de ninguém".

### Ida ao Espaço
Em setembro de 2023, em um voo organizado pela e presa aeroespacial americana Virgin Galactic, fósseis de Australopithecus sediba e de H. naledi foram enviados para um voo suborbital. Os ossos foram enviados dentro de um contêiner de fibra de carbono. Para Lee Berger, que fez parte da organização da viagem, o feito foi uma suposta homenagem aos feitos científicos da sul-africanos, e enfatizou que “a viagem dos fósseis ao espaço representa a apreciação da humanidade pela contribuição de todos os antepassados e dos nossos antigos parentes. Sem a contribuição [desses antepassados] para a evolução da mente humana contemporânea, empreendimentos tão extraordinários como os voos espaciais não teriam acontecido”. No entanto, o feito foi extremamente criticado pela comunidade científica e por paleoantropólogos ao redor do mundo, sobretudo por suas preocupações acerca da preservação dos fósseis e das relações de poder envolvidas na posse de patrimônios arqueológicos. O feito com chamado de "antiético" e de "golpe publicitário". A Agência Sul-Africana de Recursos do Patrimônio (SAHRA) emitiu uma licença de exportação à Berger. No entanto, a política de licenciamento da SAHRA só permite que fósseis dessa natureza viagem com fins científicos e com embalagem devida para evitar danos. Durante o voo, os fósseis ficaram no bolso do bilionário sul-africano Timothy Nash, enquanto ele flutuava livremente. Em artigo publicado na The Conversation, o voo das ossadas foi considerado "uma ameaça à herança sul-africana", além de escancarar relações de poder desiguais em jogo no acesso a patrimônios arqueológico ao apontar que "apenas homens brancos ricos, famosos e privilegiados têm acesso a fósseis. Comunidades mais pobres não têm acesso aos mesmos privilégios?".

### Uma espécie nova?
Para alguns pesquisadores, incluindo o antropólogo britânico Chris Stringer, o H. naledi não apresenta evidências suficientes de que é, de fato, uma nova espécie. A ausência de datação e seus aspectos morfológicos mistos, com uma combinação de caracteres primitivos e derivados (tal como o pequeno tamanho cranial e dedos curvados, que se assemelha aos Australopithecus e aos primeiros Homo habilis, enquanto as pernas, pés e mãos se parecem com os Neandertais e humanos modernos), fazem com que parte da comunidade credite o material, na verdade, ao Homo erectus de Dmanisi.

### Revisão por Pares
Quatro cientistas revisaram o artigo e apontam que as evidências encontradas por Lee Berger são "inadequadas". O artigo, publicado na eLife, é um novo modelo experimental de publicação da revista, a qual não aceita mais papers (os quais passam pelo filtro de revisão por pares), e sim os publica ao lado do resultado dos revisores. O trabalho, nem aceito e nem rejeitado, se encontra em um limbo resultante do embate entre ciência altamente publicável e modelos em transição de publicação e revisão por pares. Para o paleoarqueólogo Jamie Hodgkins, um dos revisores do paper, "não há ciência no artigo em última instância".
O time de Berger submeteu o paper, inicialmente, a um periódico de destaque (que ele recusou em nomear) e que, ao final do processo, recusou a publicação do artigo. A comunidade científica demonstrou-se insatisfeita com as "evidências" encontradas por ele. Por exemplo, os ossos isolados e os dos esqueletos completos nos quais o enterro intencinal é evidente diferem. Ademais, os arranhões na parede não demonstram nenhuma pista de que foram de fato feitos por H. naledi. Para a paleoantropóloga María Martinón-Torres, não é pssível afirmar que os esqueltos estavam em uma cova e que "essas hipóteses foram vendidas com uma campanha midiática muito forte antes que a evidência estivesse pronta para apoiá-las". Em suma, o artigo foi considerado, em sua condição atual, incompleto e inadequado, não podendo ser visto como pesquisa finalizada. Berger respondeu, dizendo que o grupo pretende considerar alguns dos comentários dos revisores, mas não todos. A discussão abriu debate sobre como a ciência é um processo imperfeito, e que, para evitar erros e ruídos na literatura científica, a revisão por pares é essencial.

## Extinção e preprints
Ainda não está claro como H. naledi foi extinto. Porém, segundo o paleontropólogo Lee Berger se os fósseis apresentam uma datação que varia entre 335 mil e 236 mil anos, existe a possibilidade de que a espécie H. sapiens possa ter contribuído para esse cenário, visto que tal provavelmente evoluiu entre 300 mil e 200 mil anos atrás, e consequentemente, podem ter tido contato direto com H. naledi.
Segundo Lee Berger em uma entrevista para o New Scientist e para CBC, existe a possibilidade não só da extinção ser justificada pela presença de H. sapiens, como também uma possível troca genética entre H. naledi e H. sapiens, já que existem evidências que o último acasalou com neandertais, mesmo que H. naledi seja um hominídeo mais basal, existe esta possibilidade. A obtenção do DNA de H. naledi ajudaria a elucidar essa questão, mas até o momento isso ainda não foi possível.
Em um artigo de opinião, duas pesquisadoras, Robyn Pickering e Dipuo Kgotlen, questionam Lee Burger a respeito de preprints, isto é, a publicação de trabalhos científicos preliminares antes da revisão científica de outros pesquisadores. De acordo com elas, os três manuscritos publicados em junho de 2023 foram divulgados para um público grande com "dados polêmicos e sem sustentação científica sólida". Um desses trabalhos foi utilizado por Berger em uma das entrevistas supracitadas.
Durante a revisão dos manuscritos, um editor de jornal de alto impacto rejeitou os trabalhos e outras revisões meticulosas foram realizadas com críticas. Entretanto, a equipe de Berger agradeceu as revisões, mas mantiveram as interpretações originais. A divulgação de dados na mídia, entrevistas, como as duas citadas, e aparições na televisão, além da produção do documentário Unknown: Cave of Bones lançado pouco tempo depois dos manuscritos serem publicados demonstra a escolha de seguir com uma campanha de mídia com ausência de aprovação de revisão por pares.

## Cultura Popular

### Literatura
- Il mistero di Homo naledi. Chi era e come viveva il nostro lontano cugino africano: storia di una scoperta rivoluzionar, publicado em 2016 por Damiano Marchi. O livro conta a experiência do único paleoantropólogo italiano presente na expedição que culminou na descoberta do Homo naledi.
- Almost Human: The Astonishing Tale of Homo Naledi and the Discovery That Changed Our Human Story, publicado em 2017 por Lee Berger. O texto desvenda a expedição de descoberta dos fósseis. Entretanto, o livro em questão foi baseado em manuscritos não revisados.
- Naledi: A Short Story. Ebook publicado em 2020 por Robert Bocking.

### Streaming
- Unknown: Cave of Bones, documentário produzido pela Netflix e lançado em 17 de julho de 2023. Salienta-se que a produção foi feita com preprints.

## Galeria
Elementos esqueléticos
- (A,B) Lados do crânio reconstruídos digitalmente
- Mandíbulas inferiores de LES1 (esquerda) e DH1 (direita)
- Mandíbulas superiores de LES1 (esquerda) e DH1 (direita)
- (A,B,C,D) Vistas de um maxilar inferior
- Vistas de uma clavícula
- Vistas de um úmero
- Vistas de uma ulna
- Metacarpos de vários indivíduos, cada um rotulado
- Vistas de uma 10ª vértebra torácica
- Vistas de uma 11ª vértebra torácica
- (A,B) ílio, (C,D) sacro adolescente, (E,F) ísquio
- Vistas de um fêmur
- (A,B,C,D) Vistas de uma tíbia
- Ossos do tornozelo de vários indivíduos, cada um rotulado
- (1) pé direito adulto, (2) esquerdo juvenil, (3,4) esquerdo adulto, (5) direito juvenil